# General-Societät der englischen Baumwollspinnerei in St. Gallen
Die General-Societät der englischen Baumwollspinnerei in St. Gallen gilt als die erste Aktiengesellschaft der Schweiz. Sie existierte von 1801 bis 1817.

## Geschichte
Die Gesellschaft wurde auf die Initiative des Waadtländer Kaufmanns Marc-Antoine Pellis am 11. Februar 1801 gegründet, der in St. Gallen Baumwollspinnereimaschinen installieren lassen wollte. 1801 führte Pellis die erste Spinnmaschine in der Schweiz ein, eine mule-jenny des britischen Erfinders Samuel Crompton. Um die kostspieligen Maschinen anzuschaffen, wurden 50 Aktien zu 1650 Gulden ausgegeben: Die „Kaufmännische Corporation“, die wichtigste Handelsgesellschaft der Stadt, kaufte davon zehn. Die riesigen Spinnmaschinen gaben zunächst für etwa 120 Leute Arbeit. Sie waren zunächst im Ostflügel des Klosters installiert, das wegen der Schliessung und Konfiszierung aller klösterlichen Güter durch die Helvetik leer stand.
Der Gesellschaft war kein wirtschaftliches Glück beschieden. Das produzierte Garn liess sich nicht absetzen, da das englische Import-Garn nach wie vor billiger war. Zunächst wurde versucht, den Konkurs durch die Ausgabe weiterer Aktien abzuwenden, was jedoch nur kurzfristig half. Bereits 1802 wurden der Gesellschaft zudem die Produktionsräume im Kloster gekündigt, da nach dem Abzug der Franzosen das Fürstenland wieder eine Regierung und daher auch wieder Verwendung für die Räume hatte. Vollzogen wurde die Kündigung allerdings erst 1808, als im Kloster der Katholische Konfessionsteil (rechtlicher Nachfolger der Fürstabtei) eine Kantonsschule einrichten wollte (→ Katholische Kantonssekundarschule St. Gallen).
Nach 1808 wurde der ganze Spinnereibetrieb von der Stadt an einen Privatmann verpachtet, der im Tuchhaus an der Neugasse weiterproduzierte. Die Produktion war jedoch nach wie vor verlustbehaftet, so dass die Gesellschaft im Jahr 1817 endgültig liquidiert werden musste. Einzig während der von Napoléon Bonaparte verhängten Kontinentalsperre (1806–1813) war der Absatz etwas besser, weil der Import von englischem Billiggarn nicht mehr möglich war. Dafür nutzten verschiedene Konkurrenten die Chance, um der St. Gallischen Spinnerei durch ebenfalls billigere Produkte Marktanteile abzustechen.

## Nachwirkungen
Obwohl die Gesellschaft nur relativ kurz existierte, hat sie doch ihre Spuren in der Geschichte hinterlassen. Zum einen mussten die Maschinen öfters repariert werden, was zur Einrichtung eigener Werkstätten führte, die später begannen, selbst solche Maschinen zu produzieren. Hans Caspar Escher etwa gründete die Firma Escher, Wyss & Cie., nachdem er die Spinnmaschinen in St. Gallen gesehen hatte.